# Trung Thịnh
Trung Thịnh là một xã thuộc tỉnh Tuyên Quang, Việt Nam.

## Địa lý
Xã Trung Thịnh nằm ở phía đông bắc huyện Xín Mần, có vị trí địa lý:
- Phía đông giáp huyện Hoàng Su Phì
- Phía tây giáp xã Thèn Phàng và xã Xín Mần
- Phía nam giáp xã Cốc Rế và xã Thu Tà
- Phía bắc giáp xã Bản Díu và xã Nàn Xỉn.

Xã Trung Thịnh có diện tích 29,95 km², dân số năm 2018 là 6.366 người, mật độ dân số đạt 213 người/km².

## Lịch sử
Địa bàn xã Trung Thịnh trước đây vốn là hai xã Trung Thịnh và Ngán Chiên thuộc huyện Xín Mần.
Ngày 18 tháng 11 năm 1983, Hội đồng Bộ trưởng ban hành Quyết định 136-HĐBT về việc điều chỉnh xã Trung Thịnh thuộc huyện Hoàng Xu Phì về huyện Xín Mần quản lý.
Trước khi sáp nhập, xã Trung Thịnh có diện tích 13,10 km², dân số là 2.354 người, mật độ dân số đạt 180 người/km², gồm các thôn, bản: Nấm Ta, Cóc Đông, Pô Hà Thượng, Pô Hà Hạ, Đạm Rặc. Xã Ngán Chiên có diện tích 16,85 km², dân số là 4.012 người, mật độ dân số đạt 238 người/km², gồm các thôn, bản: Hô Sán, Bản Rang, Phố Chợ, Cốc Mui, Cốc Chíu, Ma Ly Sán, Na Mẩu, Ta Hạ, Ta Thượng, Đông Chứ.
Ngày 17 tháng 12 năm 2019, Ủy ban Thường vụ Quốc hội ban hành Nghị quyết 827/NQ-UBTVQH14 về việc sắp xếp các đơn vị hành chính cấp xã thuộc tỉnh Hà Giang (nghị quyết có hiệu lực từ ngày 1 tháng 1 năm 2020). Theo đó, sáp nhập toàn bộ diện tích và dân số của xã Ngán Chiên vào xã Trung Thịnh.